# La Pierre
Pierre – miejscowość i gmina we Francji, w regionie Owernia-Rodan-Alpy, w departamencie Isère.
Według danych na rok 1990 gminę zamieszkiwało 375 osób, a gęstość zaludnienia wynosiła 113 osób/km² (wśród 2880 gmin regionu Rodan-Alpy Pierre plasuje się na 1257. miejscu pod względem liczby ludności, natomiast pod względem powierzchni na miejscu 1630.).